# Евлахишвили, Сергей Сергеевич
Серге́й Серге́евич Евлахишви́ли (6 февраля 1924 — 10 июля 2004) — советский и российский актёр, режиссёр театра и кино, профессор. Заслуженный деятель искусств Российской Федерации (1997) и Грузинской ССР.

## Биография
В 1942 — 1946 годах служил в Советской армии.
В 1950 году окончил Театральное училище им. Б. Щукина, в 1955 году — Ленинградский театральный институт имени А. Н. Островского.
С 1953 по 1959 годы — актёр и режиссёр ленинградских драматических театров, с 1959 по 1960 годы — режиссёр Ленинградской студии телевидения.
С 1960 по 1968 годы — главный режиссёр Грузинской студии ТВ, с 1968 по 1971 годы — главный режиссёр Главной редакции цветных программ ТВ. С 1971 по 1987 годы — режиссёр Главной редакции литературно-драматических программ ЦТ.
С 1987 по 2004 год — профессор кафедры экранного искусства Института повышения квалификации работников телевидения и радиовещания.
Похоронен на Останкинском кладбище.

### Семья
- Отец — Евлахов, Сергей Иванович  (1873—1946) — русский и советский оперный и камерный певец, музыкальный деятель[4].
- Сын — Александр Сергеевич Евлахишвили (9 июня 1961 — 13 августа 2001) — актёр и режиссёр.

## Фильмография

### Актёрские работы
1. 1942 — Неуловимый Ян — студент (нет в титрах)

### Режиссёрские постановки
1. 1968—1981 — Кабачок «13 стульев»
2. 1969 — Гамлет (телевизионный балет) на музыку Дмитрия Шостаковича. ТО «Экран» ЦТ, балетмейстер: В. Камков, роль: Гамлет — Марис Лиепа
3. 1972 — Падение Таира (фильм-спектакль)
4. 1973 — Во весь голос (телеспектакль)
5. 1974 — Театр Клары Газуль (Другое название «Женщина-дьявол») (телеспектакль)
6. 1976 — Мартин Иден (телеспектакль по одноимённому роману Джека Лондона)
7. 1976 — Когда-то в Калифорнии (телеспектакль)
8. 1977 — Кошка на радиаторе (телеспектакль) — (по мотивам одноимённой комедии Анны Родионовой)
9. 1977 — Тебе, атакующий класс! (мультфильм ТО «Экран», по мотивам произведений Владимира Маяковского
10. 1978 — Часы с кукушкой (телеспектакль)
11. 1979 — Ярость (фильм, 1979) (фильм-спектакль)
12. 1979 — Месяц длинных дней (многосерийный телевизионный фильм-спектакль)
13. 1980 — Дом у кольцевой дороги
14. 1980 — Художник из Шервудского леса (телеспектакль)
15. 1981 — Тропинины
16. 1982 — Шесть старых дев и один мужчина (телеспектакль)
17. 1982 — Ричард III (телеспектакль)
18. 1983 — Сирано де Бержерак (телеспектакль)
19. 1985 — Тевье-молочник (телеспектакль)
20. 1986 — Революцией призванный (фильм-спектакль)
21. 1987 — Портрет (телеспектакль)
22. 1989 — Призываюсь весной

### Сценарные работы
1. 1986 — Революцией призванный (фильм-спектакль)

## Награды и звания
- Заслуженный деятель искусств Грузинской ССР
- 1997 — Заслуженный деятель искусств Российской Федерации